# ジョン・ヤング (キーボーディスト)
ジョン・ヤング（英: John Young、1956年5月31日 - ）は、イギリス・リヴァプール出身のミュージシャン（キーボーディスト、ボーカリスト 、コンポーザー）。プログレッシブ・ロックのみならず、ポップ、ジャズ、インストゥルメンタルなどのジャンルでも活躍している。

## 略歴
5歳からピアノを、7歳からはリヴァプール大聖堂聖歌隊で歌い始め、11歳のときには聖歌隊長を務めるなど、幼少期においてはクラシックベースの訓練を積む。その後、1975年(19歳)からロック分野で本格的な音楽活動を開始、地元リヴァプールを中心に活動を行い、21歳の時には活動拠点をロンドンに移す。1985年にウリ・ジョン・ロート（元スコーピオンズ）バンドのワールド・ツアーにキーボーディストとして参加。
その後、ボン・ジョヴィやスティーライ・スパンなどのミュージシャン達とのスタジオ・セッションに従事。またワーナーと契約して、ジョン・キャンプ (ルネッサンス)とバンドを結成したが、何のマテリアルも作れずプロジェクトは解散となった。その頃、ロンドンにてMTVバンドでプレイをしていた際にジョン・ウェットンと出会い、彼の誘いを受け、エイジアのキーボーディストとしてヨーロッパ・ツアーに参加する。ジェフ・ダウンズの復帰により、エイジアでの活動は短期間に終わるが、その後もジョン・ウェットンとの共作は継続し、ジョン・ウェットンのソロアルバム『アークエンジェル』では半数近くの楽曲を共作している。これらに関連し、ジョン・ウェットン、カール・パーマー、デイブ・キルミンスター（ロジャー・ウォーターズ、キース・エマーソンのワールドツアー参加、近年ではジョン・ウェットン、ジェフ・ダウンズのユニット『Icon』に参加）とライブ・バンド、クアンゴ (Qango)を結成、ライブ・アルバムも発表している。
1990年代初めにはポール・ロジャース、ケニー・ジョーンズらのバンド、ロウのライブ・バンドに参加。近年ではフィッシュ、グリーンスレイド（第3期より現在までキーボード、ボーカルとして参加）、ボニー・タイラー(1993年から現在に至るまで)らとともに活動を行い、彼らのワールドツアーに参加、世界中を飛び回っている。2009年にはジョン・アンダーソンのソロ・プロジェクトに参加し、楽曲共作を行っている。ほかにもロバート・フリップ 、トーヤ・ウィルコックスなどのミュージシャンのサポート活動も行っている。
様々なミュージシャンとの共作・共演と並行し、2002年には自身のバンド、ジョン・ヤング・バンドを結成、現在に至るまで数々のアルバム制作、ライブ活動を行っている。ソロ活動においてはプログレッシブ分野のみならず、彼の多様な音楽性を活かし、ジャズ、ロック、クラシック、エレクトロニックなど様々なジャンルのインストルメント曲を制作、その楽曲はCNNやBBCはじめ日本を含む世界中のTVや映画で使われている。
2010年には、ニック・ベッグス（元カジャグーグー、スティーヴ・ハケット・バンド、スティーヴン・ウィルソン・バンド）、マーティン”フロスティ”ビードル（元カッティング・クルー）、スティーヴ・リスピン（サウンドエンジニア、プロデューサー）とプログレッシブ・ロック・バンド「ライフサインズ（Lifesigns）」を結成。2013年2月にセルフタイトルのデビュー・アルバムを発表した。2015年10月には、ロンドンでのライブを収録したライブ・アルバム（DVD＆2CD）もリリースしている。

## ディスコグラフィ

### アルバム
- Life Underground (1999年)
- N.C.V. (No Commercial Value) (2000年)
- Significance (2002年)
- Live at the Classic Rock Society 2003 (2003年) ※ジョン・ヤング・バンド名義
- Scientific Breakthrough ※TV向けインストゥルメンタル
- Political Agenda ※TV向けインストゥルメンタル
- Ethereal Energy ※TV向けインストゥルメンタル
- Dot.Com Explosion ※TV向けインストゥルメンタル
- Election Fever ※TV向けインストゥルメンタル
- Miasma
- Cool Jazz
- Indian Summer
- Financial Meltdown (2012年) ※TV向けインストゥルメンタル